# Устав

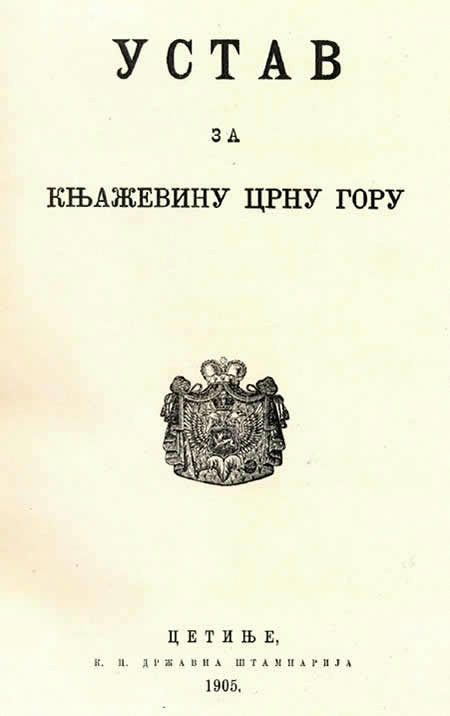
Устав (Конституция) Княжества Черногория.

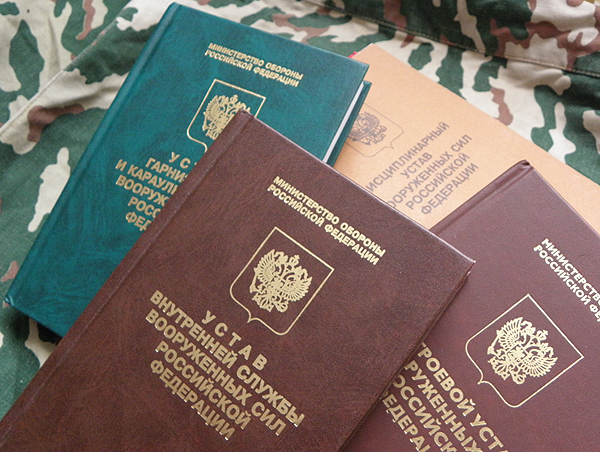
Устав внутренней службы …, Строевой устав …, Устав гарнизонной …, Дисциплинарный устав ВС России.

Уста́в — свод правил, регулирующих организацию и порядок деятельности в какой-либо определённой сфере отношений или какого-либо государственного органа, организаций, предприятия, учреждения и так далее.
Общие уставы утверждаются, как правило, высшими органами государственной власти, уставы отдельных организаций — их учредителями либо соответствующими министерствами, и ведомствами. Уставы имеют общественные организации (добровольные спортивные общества, творческие союзы и другие). Уставы имеются у большинства международных организаций.

## Положение в России
Нормы об уставах юридических лиц регламентируются Статьёй 52 Гражданского кодекса, а также законами о различных видах юридических лиц, например, Федеральным законом № 14-ФЗ «Об обществах с ограниченной ответственностью», от 8 февраля 1998 года (с изменениями и дополнениями).
Устав выступает учредительным документом в следующих организационно-правовых формах юридического лица:
- Акционерное общество (АО)
- Общество с ограниченной ответственностью (ООО), с 2009 года — единственный учредительный документ ООО.

### Виды и типы
В России, в различный период времени, были:
- Устав ратных, пушечных и других дел, касающихся до воинской науки, 1607 год;
- Устав воинский (Артикул воинский), 1716 год[1] (Воинский устав);
- Устав морской, 1720 год[1];
- Устав о векселях, 1721 год[1];
- Устав благочиния , 1782 год[1];
- Устав о банкротах, 1800 год[1];
- Цензурный Устав[2];
- и так далее.